# Gerswalde
Gerswalde est une commune allemande de l'arrondissement d'Uckermark, Land de Brandebourg.

## Géographie
Fergitz se situe au bord du lac de l'Ucker supérieur. Les petits fossés et ruisseaux se déversent dans ce lac ou l'Uecker.
La commune comprend les quartiers suivants :
| - Arnimswalde - Berkenlatten - Böckenberg - Briesen - Buchholz - Fergitz - Friedenfelde | - Friedenfelder Weg - Gerswalde - Groß Fredenwalde - Gustavsruh - Herrenstein - Kaakstedt | - Krohnhorst - Klein Fredenwalde - Neudorf - Pinnow - Weiler - Willmine |

| Boitzenburger Land  | Nordwestuckermark | Oberuckersee       |
| Templin Mittenwalde | Gerswalde         | Flieth-Stegelitz   |
|                     | Milmersdorf       | Temmen-Ringenwalde |

## Histoire
Dans la région de Gerswalde, le défrichement commence au XIe siècle.
- Gerswalde est mentionné pour la première fois en 1256 sous le nom de Gyrswalde sur la route commerciale reliant Magdebourg à Szczecin.
- Herrenstein est créée en 1755 par Otto von Arnim à partir d'une laiterie. Le village porte ce nom dans un document de 1795.
- Kaakstedt est mentionné pour la première fois en 1284 sous le nom de Kocstede. La ville, comme son nom l'indique, vient d'Albertus von Cocstede, qui y était établi. On soupçonne une déformation du nom de Cochstedt à Aschersleben.
- Willmine est fondée en 1765 lors de la division de Fredenwalde. Le nom vient de l'épouse du propriétaire du lieu Kurt Friedrich von Arnim, Johanne Wilhelmine von Dargitz.
- À Fergitz, en 1701, Dorothee Elisabeth Tretschlaff, âgée de 15 ans, est exécutée comme une sorcière. Elle est la dernière victime de la chasse aux sorcières dans le Brandebourg. Les circonstances de ce procès font l'objet d'un rapport d'enquête du tribunal et du juge foncier de l'Uckermark, Thomas Böttcher, commandé par le roi Frédéric de Prusse.

Le 31 décembre 2001, les communes de Friedenfelde, Gerswalde, Groß Fredenwalde, Kaakstedt et Krohnhorst fusionnent pour former la nouvelle communauté de Gerswalde.

## Démographie
| Année | Nombre d'habitants |
| ----- | ------------------ |
| 1875  | 1 376              |
| 1890  | 1 354              |
| 1910  | 1 294              |
| 1925  | 1 171              |
| 1933  | 1 433              |
| 1939  | 1 349              |
| 1946  | 1 875              |
| 1950  | 1 753              |

| Année | Nombre d'habitants |
| ----- | ------------------ |
| 1964  | 1 641              |
| 1971  | 1 376              |
| 1981  | 1 268              |
| 1985  | 1 274              |
| 1989  | 1 245              |
| 1990  | 1 235              |
| 1991  | 1 194              |
| 1992  | 1 147              |
| 1993  | 1 116              |
| 1994  | 1 118              |

| Année | Nombre d'habitants |
| ----- | ------------------ |
| 1995  | 1 086              |
| 1996  | 1 063              |
| 1997  | 1 079              |
| 1998  | 1 059              |
| 1999  | 1 049              |
| 2000  | 1 059              |
| 2001  | 1 956              |
| 2002  | 1 924              |
| 2003  | 1 889              |
| 2004  | 1 844              |

| Année | Nombre d'habitants |
| ----- | ------------------ |
| 2005  | 1 815              |
| 2006  | 1 763              |
| 2007  | 1 723              |
| 2008  | 1 723              |
| 2009  | 1 680              |
| 2010  | 1 672              |
| 2011  | 1 656              |
| 2012  | 1 637              |
| 2013  | 1 612              |
| 2014  | 1 611              |

| Année | Nombre d'habitants |
| ----- | ------------------ |
| 2015  | 1 604              |
| 2016  | 1 592              |
| 2017  | 1 568              |

## Personnalités liées à la commune
- Dorothee Elisabeth Tretschlaff (1685–1701), dernière victime de la chasse aux sorcières dans le Brandenbourg
- Alexander Wilhelm von Arnim (1738-1809), général né et mort à Fredenwalde.
- Friedrich Wilhelm Karl von Arnim (1786–1852), président de police de Berlin mort à Gerswalde
- Richard von Arnim (1831–1901), officier prussien
- Max von Bahrfeldt (1856-1936), général né à Willmine.
- Hans von Arnim (1859-1931), philologue né à Groß Fredenwalde.
- Caroline von Heydebrand (1886–1938), pédagogue anthroposophe
- Helga Vowinckel (1930–1986), militante opposée au nucléaire
- Marinus Schöberl (1985–2002), victime d'un meurtre de militants d'extrême droite

## Source, notes et références
- (de) Cet article est partiellement ou en totalité issu de l’article de Wikipédia en allemand intitulé « Gerswalde » (voir la liste des auteurs).